# Bydgoszcz
Bydgoszcz é uma cidade da Polônia, na voivodia da Cujávia-Pomerânia. Estende-se por uma área de 175,98 km², com 350 178 habitantes, segundo os censos de 2019, com uma densidade de 1990hab/km².
Fica na margem do rio Brda, que se comunica com o canal de Bydgoszcz (com 25 km de comprimento) com os rios Noteć e Oder. Possui escola superior de engenharia e constitui um nó de comunicações. Tem várias indústrias (eléctrica, química, alimentar e material de transporte).
O centro da cidade conta com grandes e pequenos comércios, situados, basicamente à rua Gdanska. Neste endereço pode-se encontrar desde o hotel mais caro e chique da cidade, Pod Orlem, como pequenos empreendimentos.
A cidade possui quatro grandes centros comerciais: Galeria Pomorska, Rondo, Zielona Arkada e Focus Park. São Shopping Centers com diversas lojas globais e locais.
Além do excelente transporte público municipal como os ônibus e bondes (tramwaj), a cidade ainda conta com uma estação central de trens intermunicipais e internacionais (PKP), uma estação de ônibus intermunicipais e internacionais (PKS) e ainda o aeroporto internacional Ignacego Jana Paderewskiego que tem voos diários para Inglaterra, Espanha e algumas cidades da Polônia. O Aeroporto está há 15 minutos do centro de Bydgoszcz.
A cidade tem como seu ponto mais alto, o bairro de Wyzyny, no qual reside grande parte da população, alocada em blocos construídos no período comunista.
Grandes empresas como a Tesco, McDonald's, Media Markt, Carrefour, KFC, entre outras, se fazem presentes na capital do estado.

## História
A cidade foi fundada em 1038. Foi a cidade real do Reino da Polônia, que pertenceu administrativamente à voivodia de Inowrocław. Foi anexado pela Prússia na primeira partilha da Polônia em 1772 (o nome alemão é Bromberg). Ela foi brevemente recuperada pelos poloneses em 1807 e 1815, e retornou à Polônia em 1920 após reconquistar a independência.

## Curiosidades
Os residentes de Bydgoszcz têm um conflito ideológico histórico com os moradores da cidade vizinha (Torun). Hoje em dia, a maioria leva esta história como brincadeira, porém, muitos ainda fazem questão de reviver o conflito, criticando a vizinhança.

## Segurança
A cidade de Bydgoszcz é bastante segura em locais como o centro, Wyzyny, e locais de grande movimentação.
Locais como Fordon, Bielawy, Zawisza, por serem mais afastados do centro, apresentam um índice pouco maior de violência.
Os Hooligans (SkinHeads) são responsáveis por grande parte dos crimes da cidade, cometendo homicídios ou apenas agredindo outros torcedores e/ou moradores da cidade. 

## Esportes

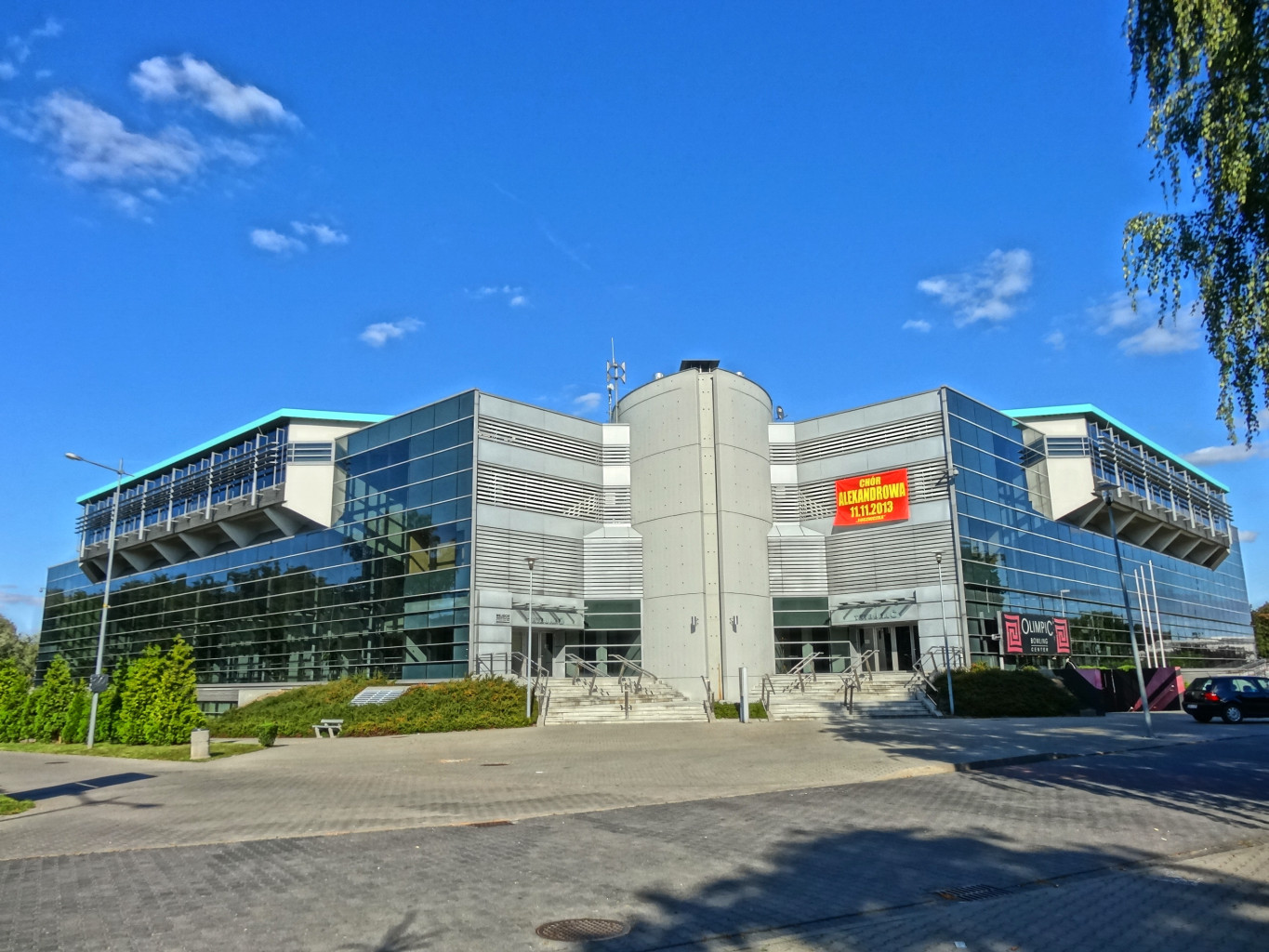
Hala Łuczniczka

Em Bydgoszcz, é comum a prática de futebol e do speedway. Os dois maiores times de futebol da cidade são o Zawisza Bydgoszcz e o Polonia Bydgoszcz, arqui-rivais. Polonia Bydgoszcz também é um campeão polonês múltiplo no speedway. O clube de voleibol Chemik Bydgoszcz também opera aqui.

## Vida noturna
No centro da cidade de Bydgoszcz existem diversos bares e pubs. Os bares do Stary Rynek (mercado velho) no centro da cidade, no verão disponibilizam mesas com guarda-sóis para apreciação de uma boa cerveja ao sol polonês.
Os pubs são os mais recomendados no inverno. Existem pubs de diferentes tipos e gostos.
O mais conhecido bar latino da região e o único do estado Kujawsko-Pomorskie é o LaSalsa, comandado por seu dono, Carlos, peruano.
No LaSalsa toca-se muito samba, merengue, reggaeton e, obviamente, salsa.

## Cidades-irmãs
Bydgoszcz possui doze cidades-irmãs:
- Cherkasy, Ucrânia
- Hartford, Estados Unidos
- Kragujevac, Sérvia
- Kremenchuk, Ucrânia
- Mannheim, Alemanha
- Ningbo, China
- Pavlodar, Cazaquistão
- Patras, Grécia
- Perth, Escócia, Reino Unido
- Reggio Emilia, Itália
- Tempe, Estados Unidos
- Wilhelmshaven, Alemanha

## Imagens

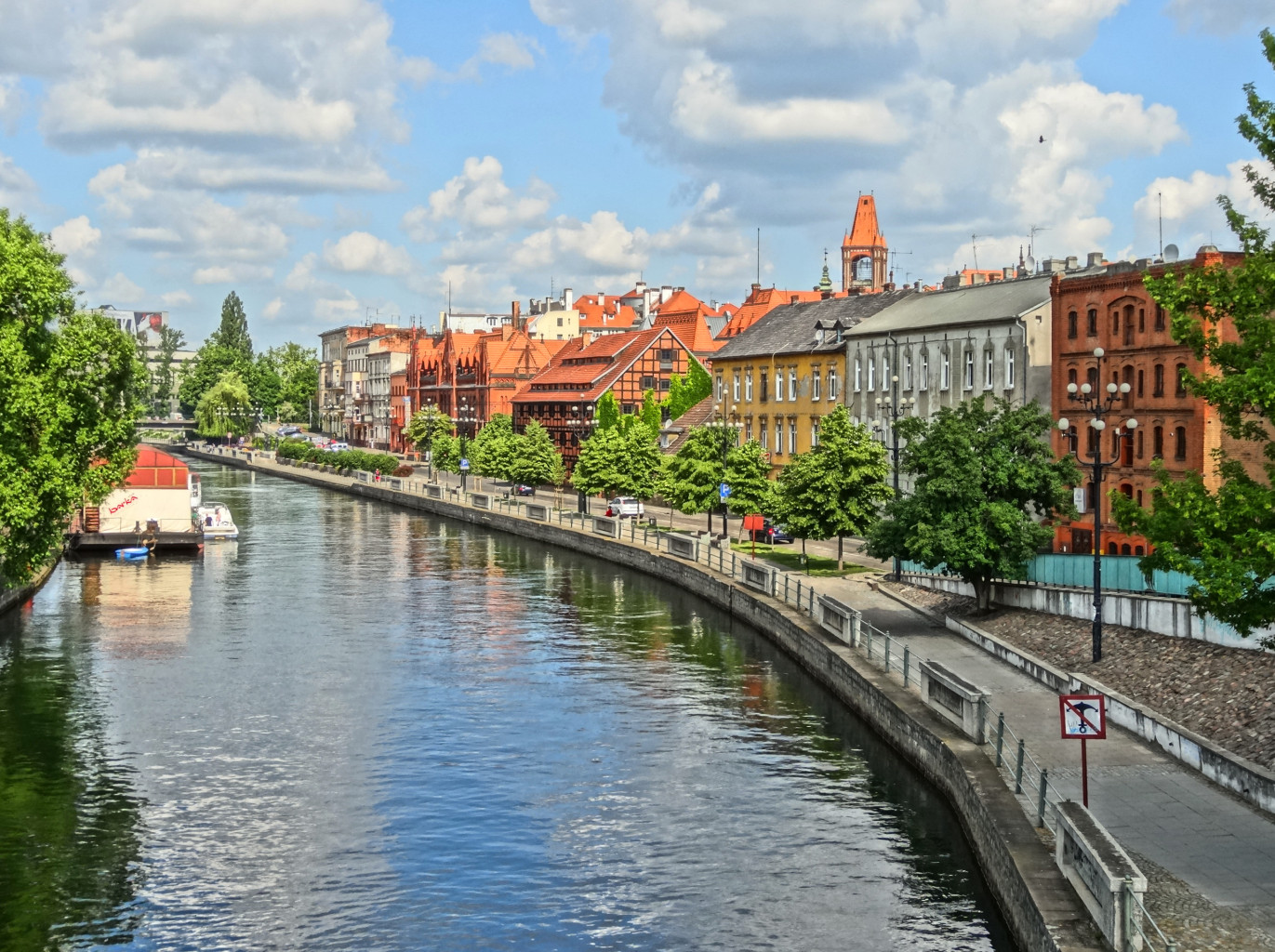
Rio Brda
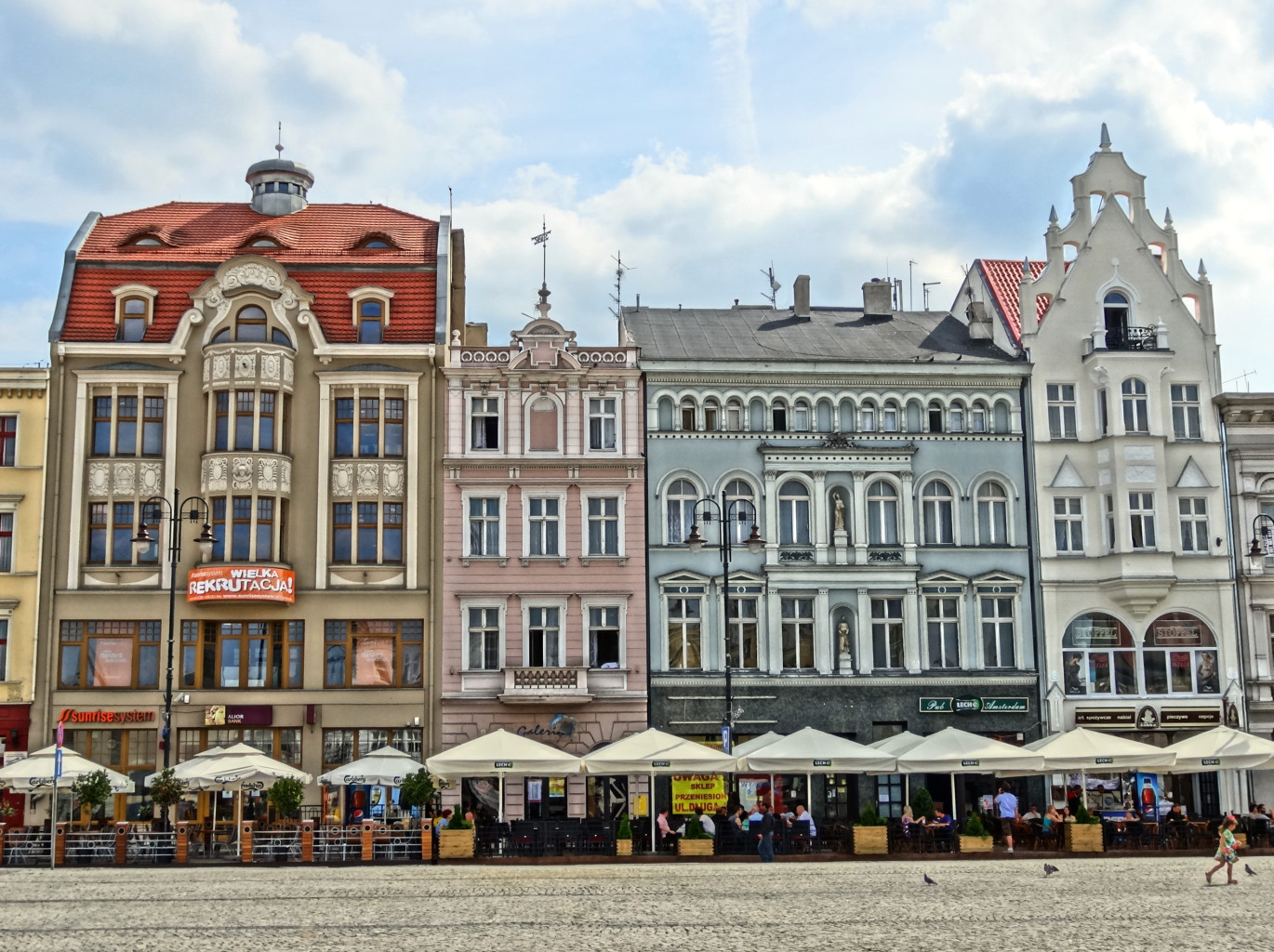
Casas no mercado
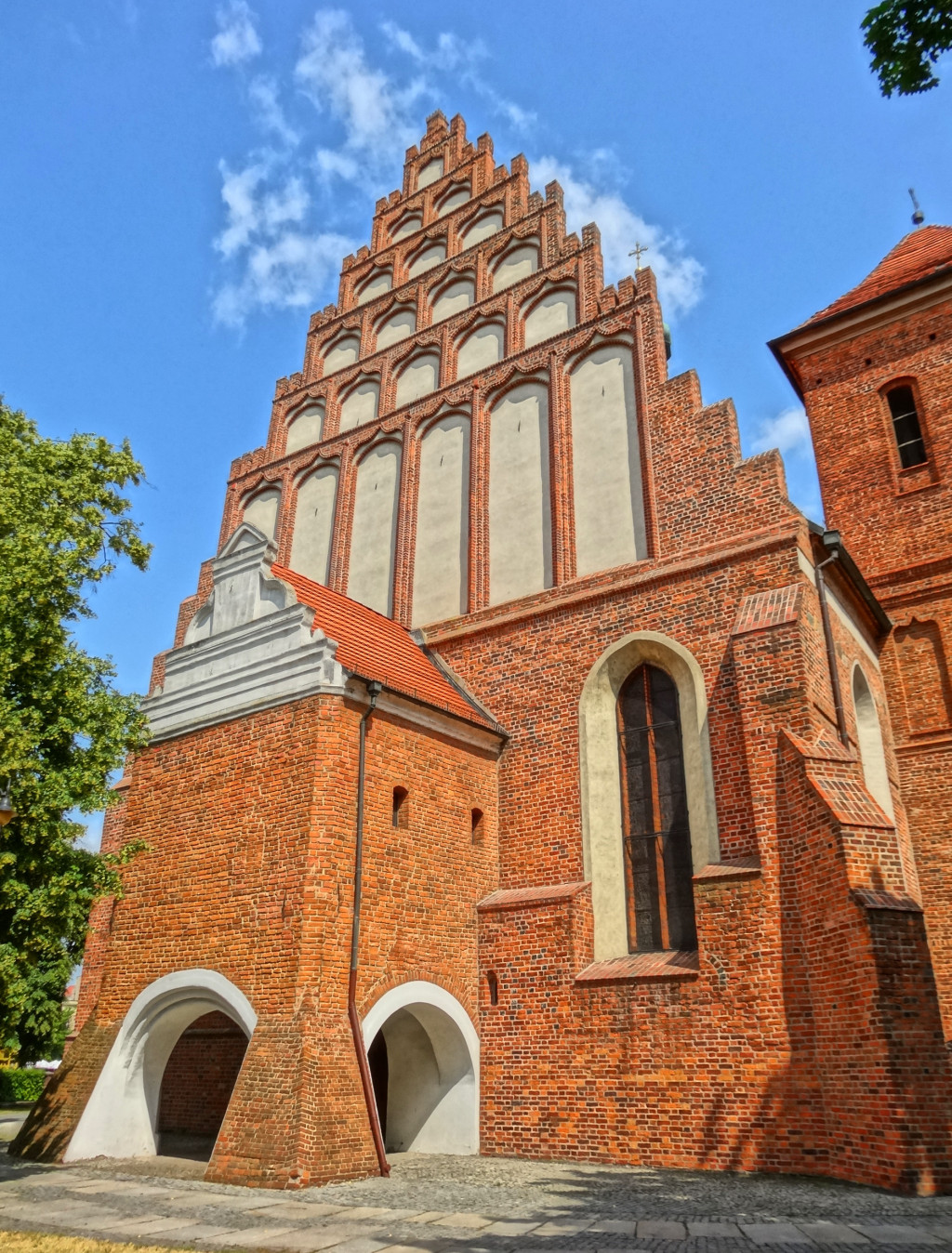
Catedral dos Santos Martin e Nicolau
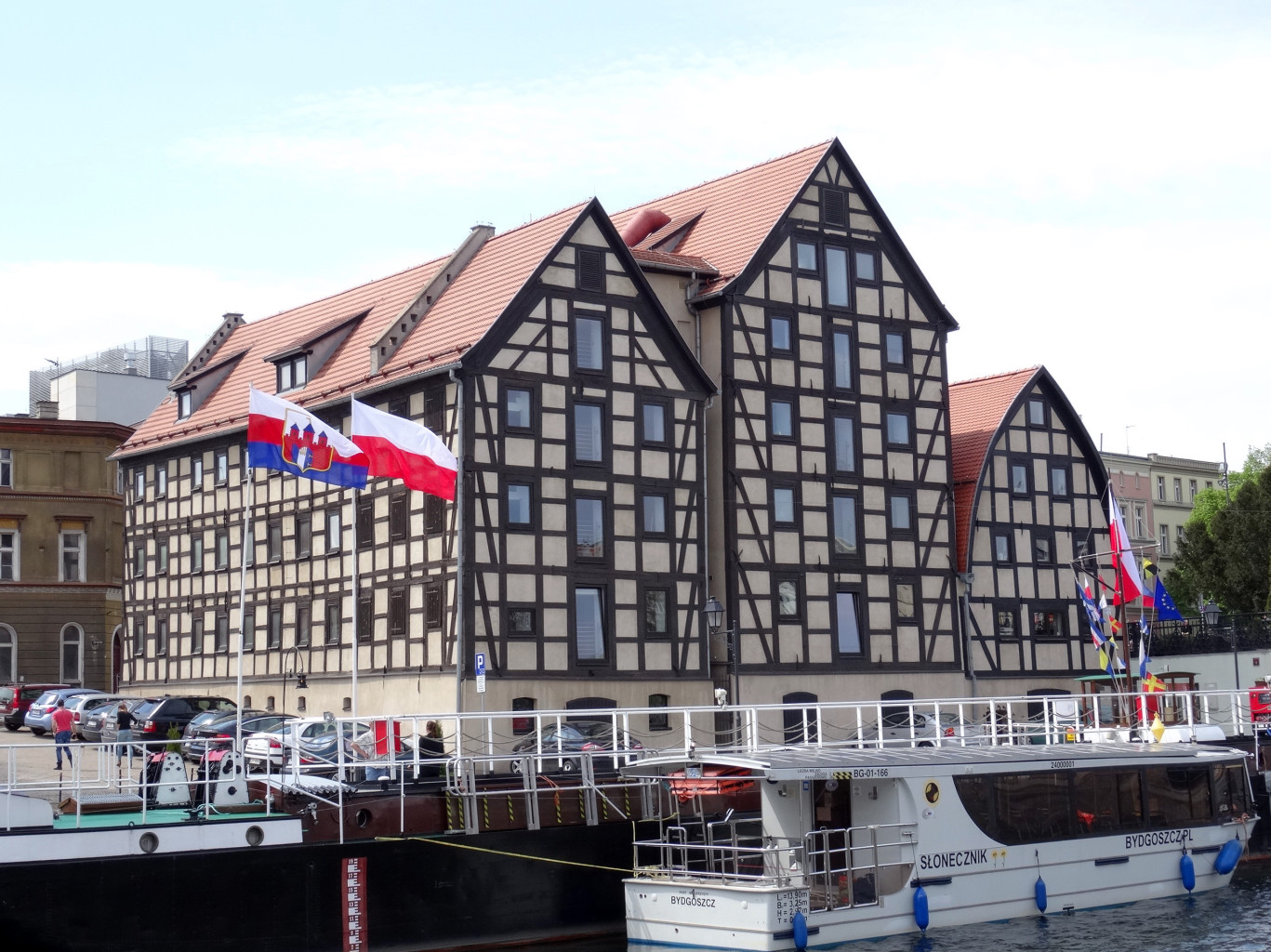
Celeiros
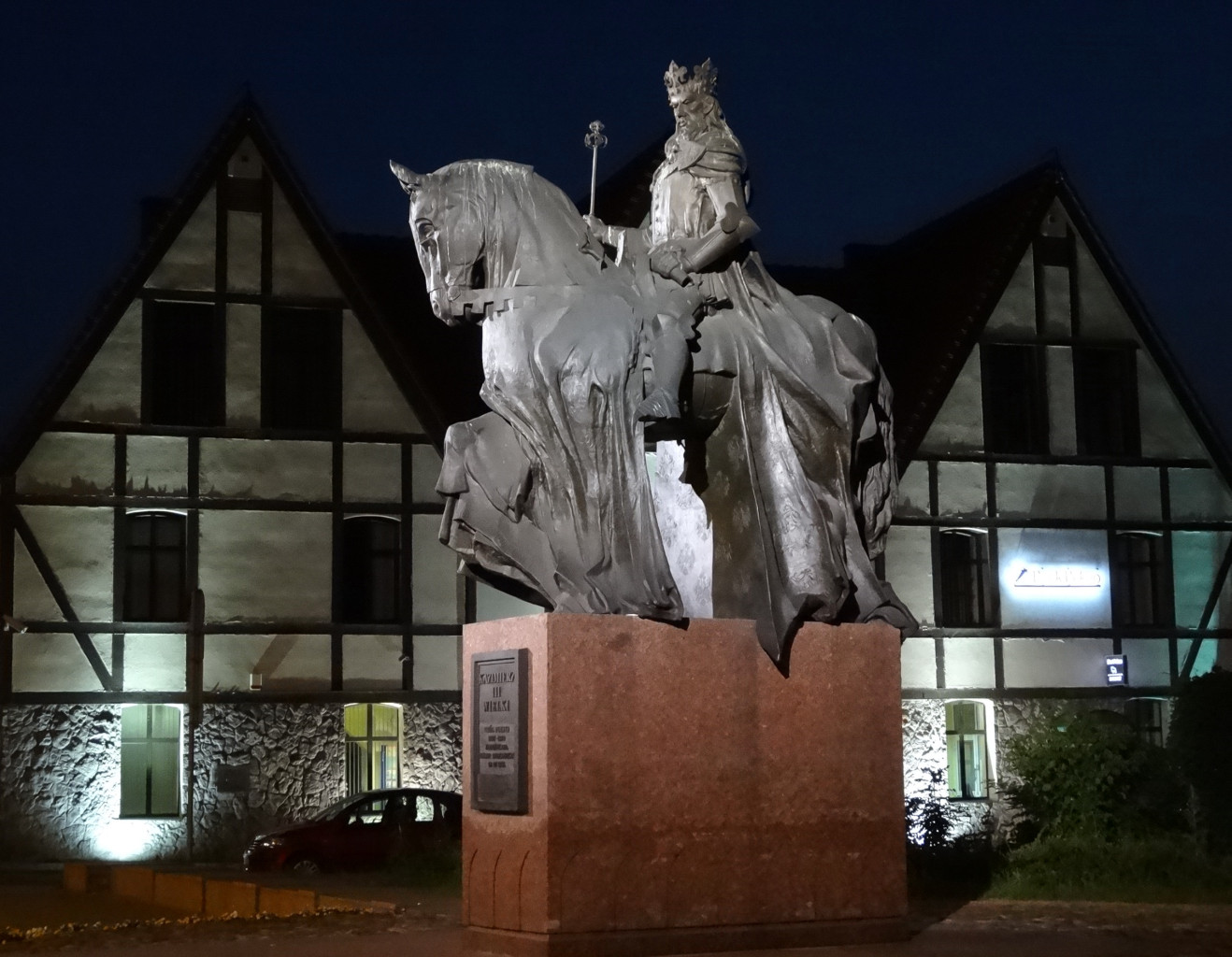
Estátua do Rei Casimiro III da Polônia
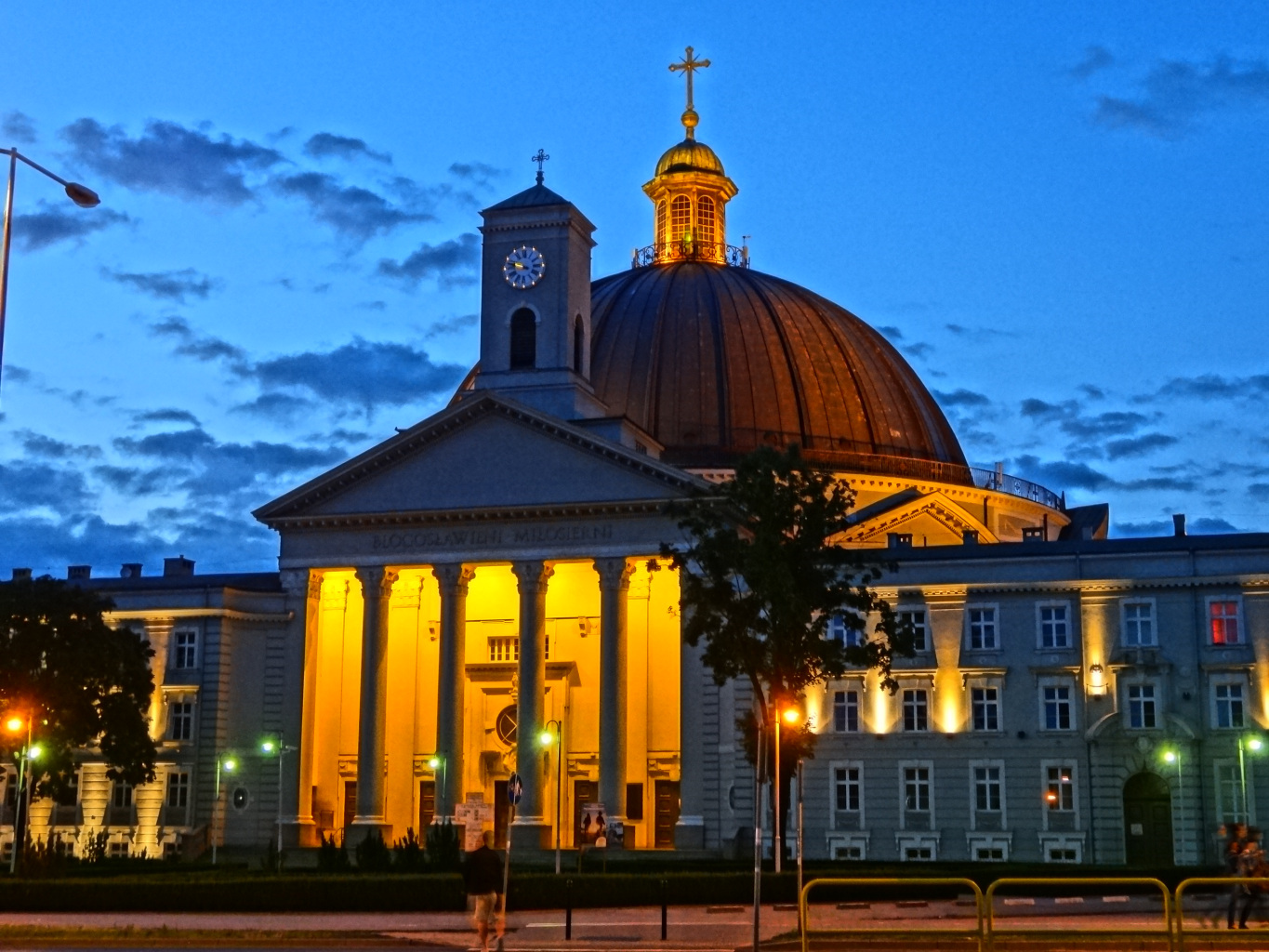
Basílica de São Vicente de Paulo
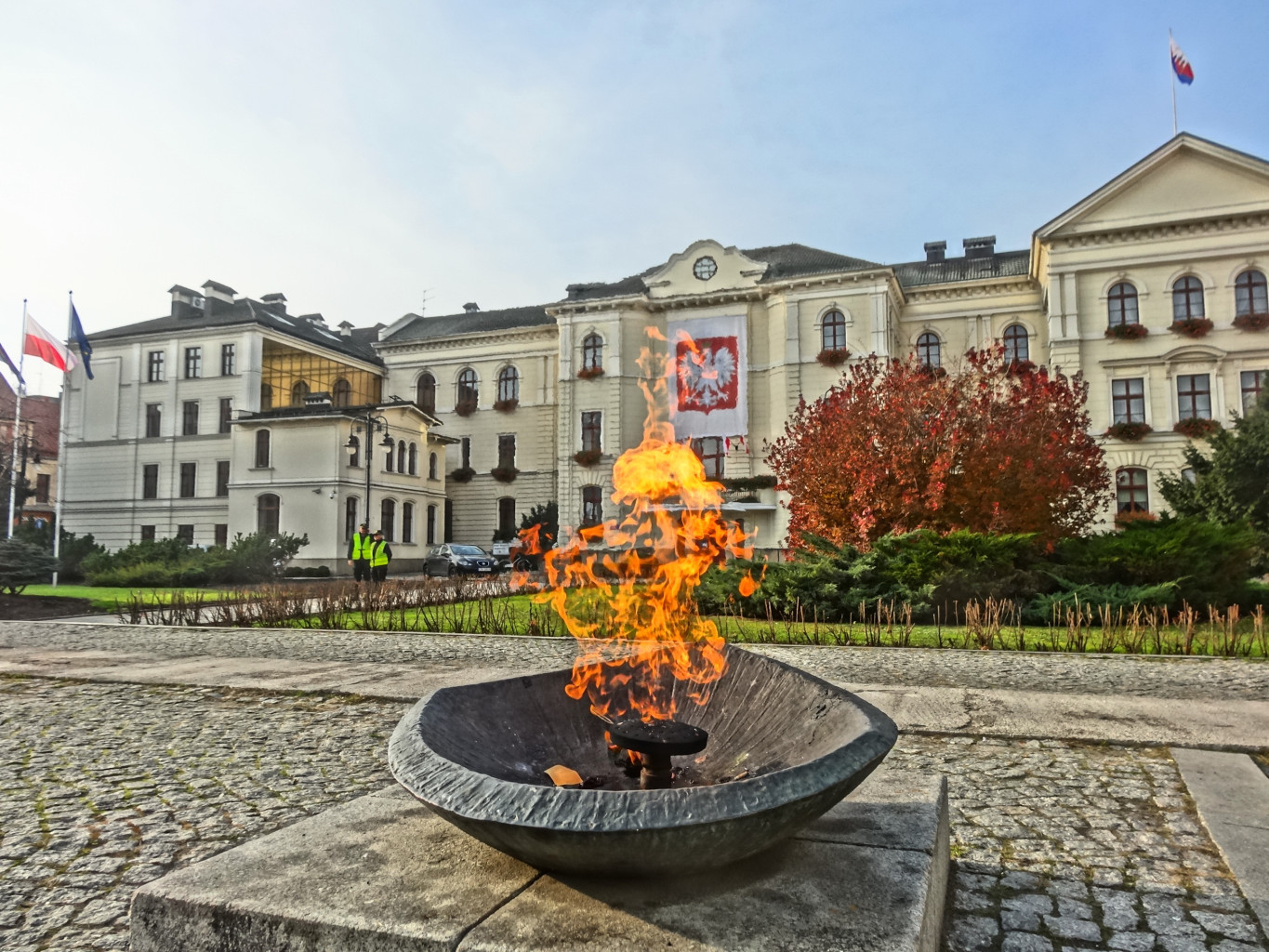
Câmara Municipal
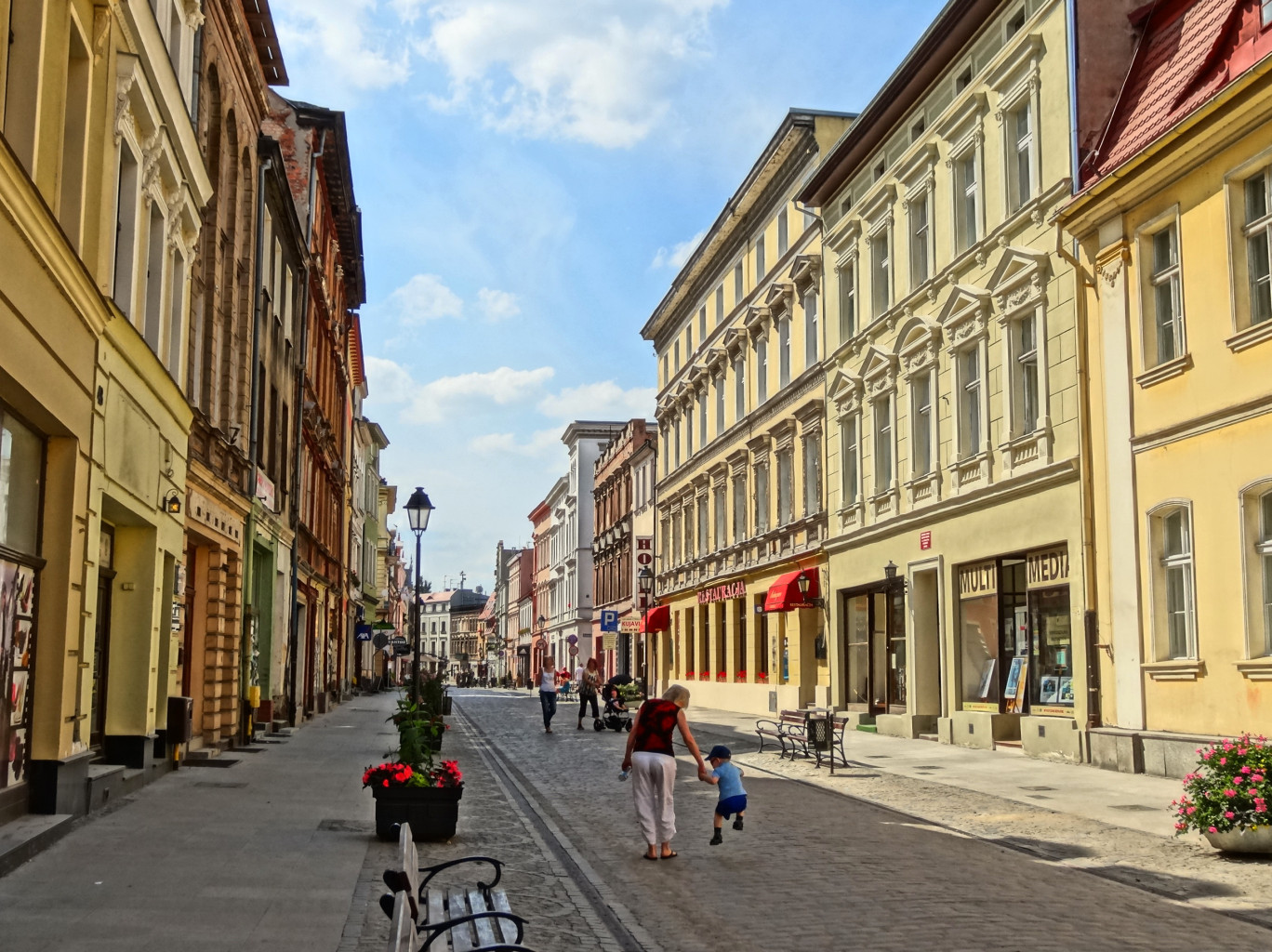
Rua Długa
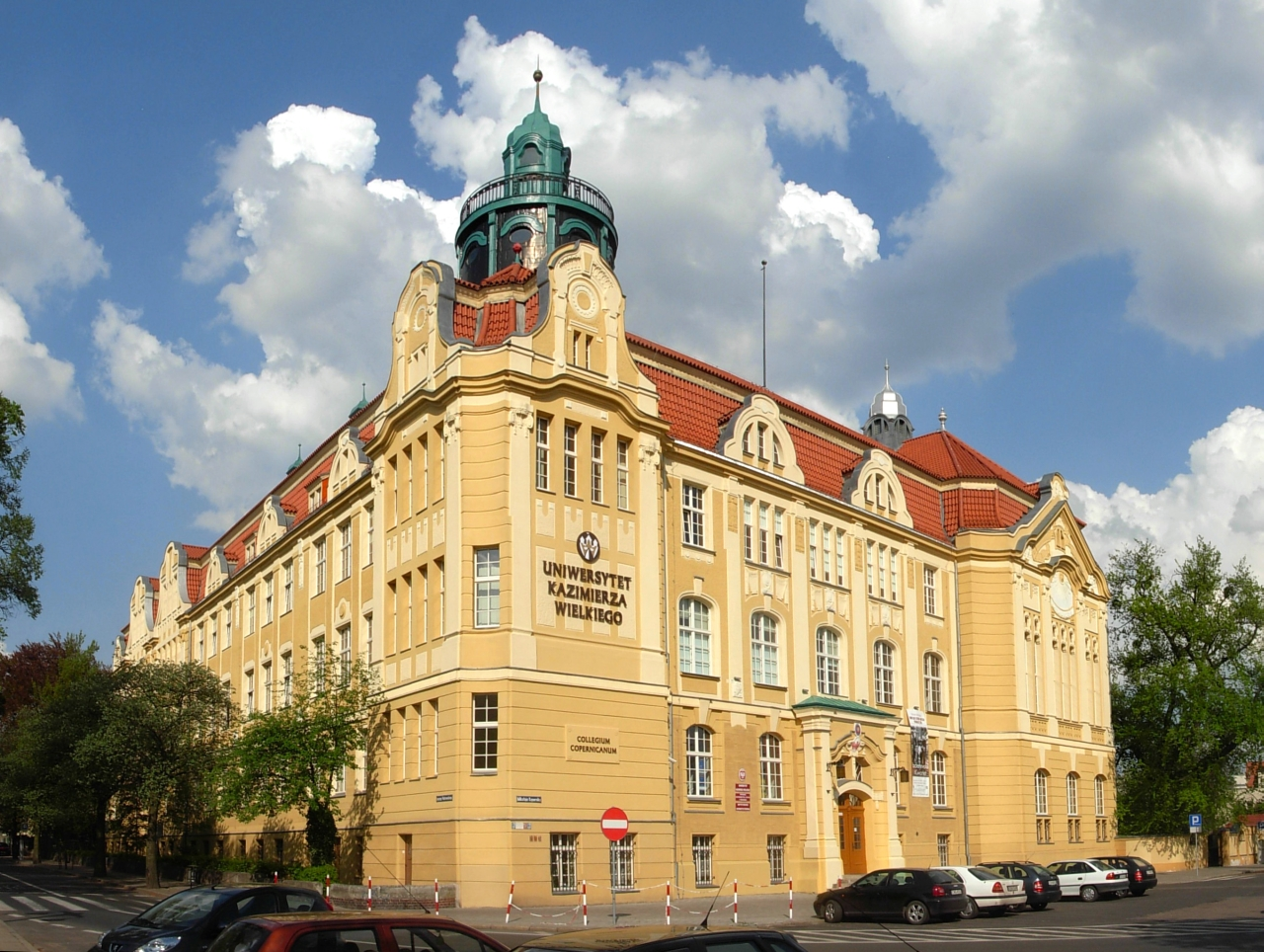
Copernicanum
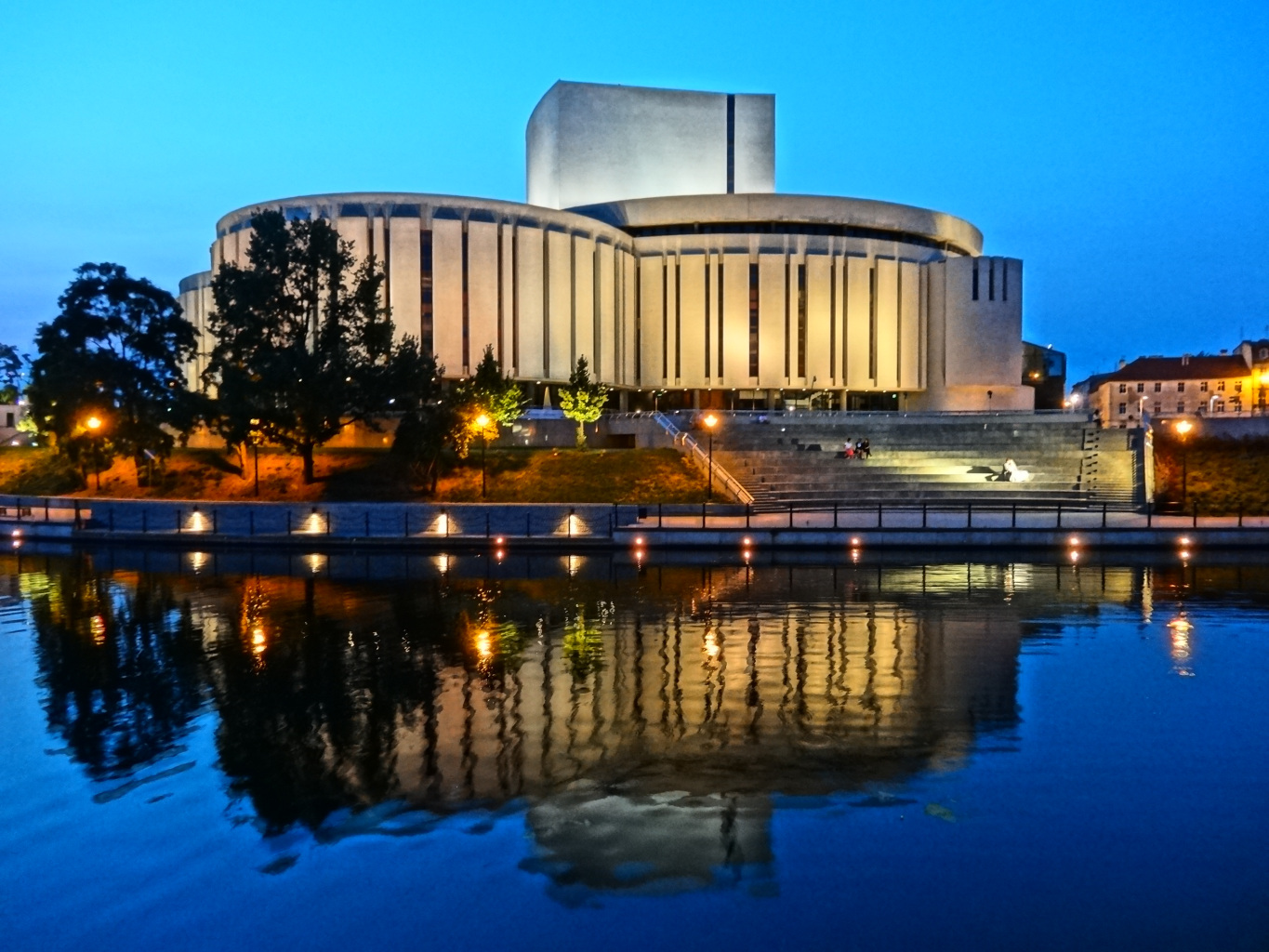
Opera Nova
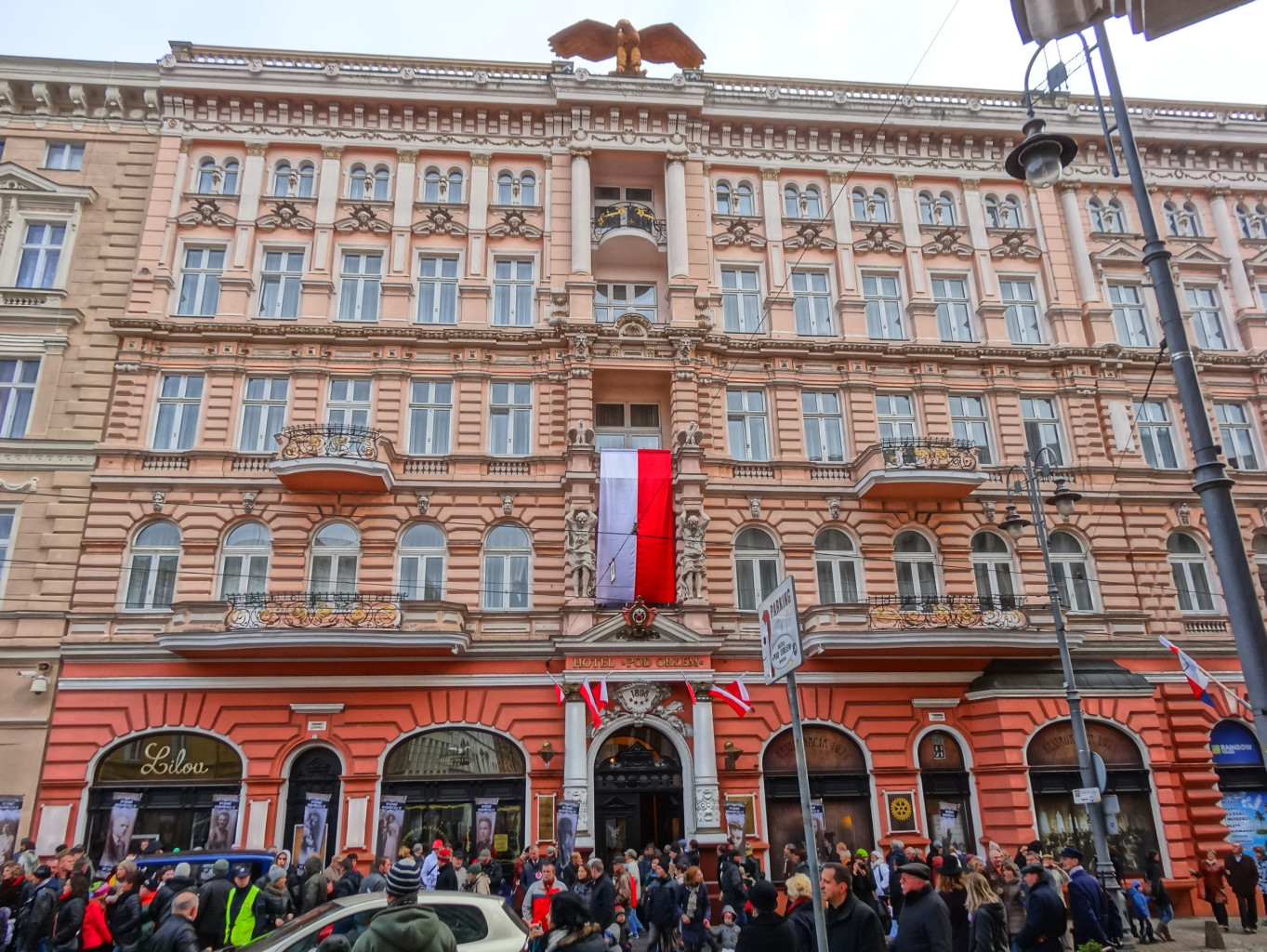
Hotel pod Orłem
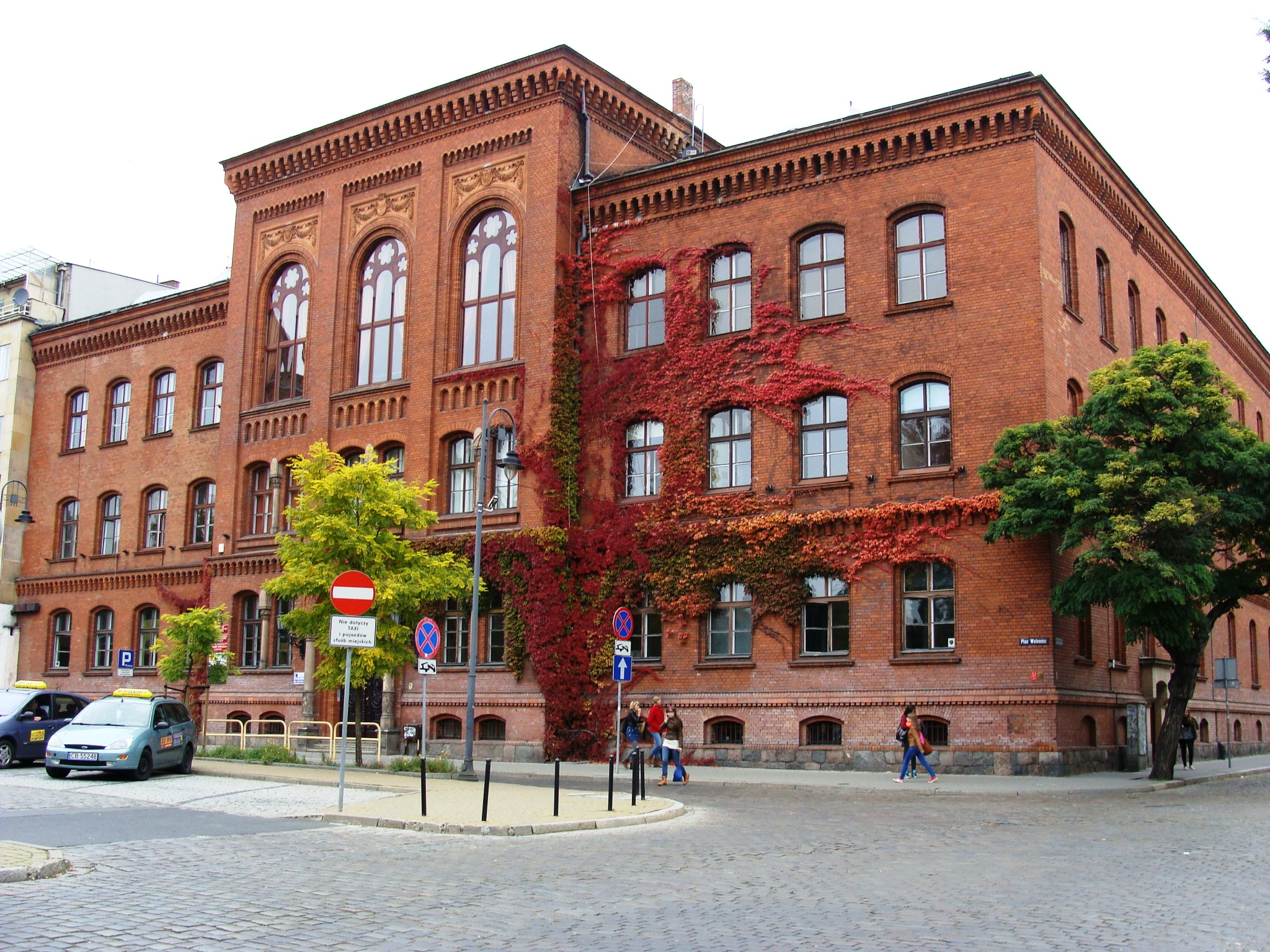
Escola, fundada em 1623
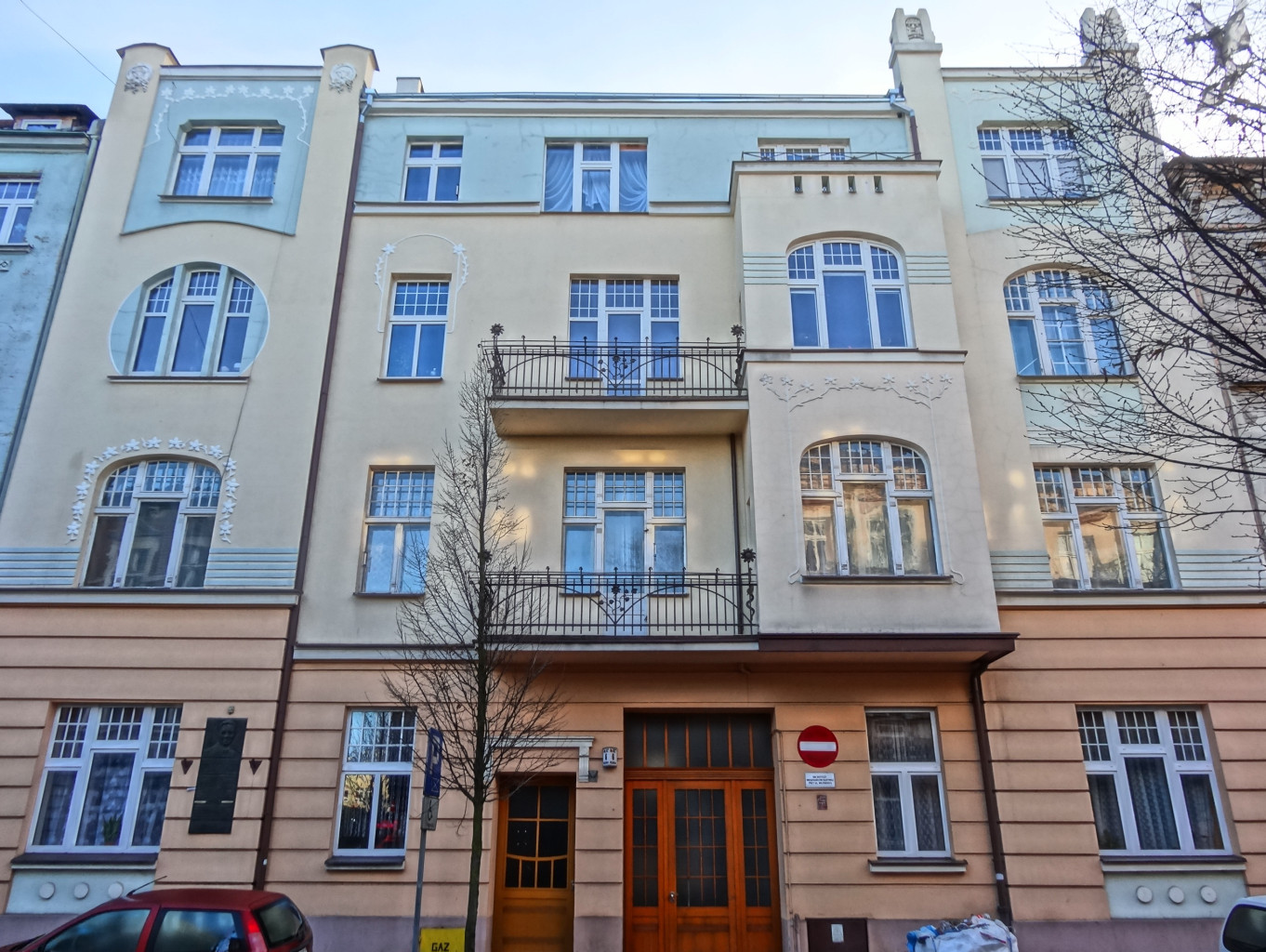
Casa de nascimento de Marian Rejewski, um matemático e criptoanalista polaco